# Helicopis fleuryi
Helicopis fleuryi är en fjärilsart som beskrevs av Le Moult 1939. Helicopis fleuryi ingår i släktet Helicopis och familjen Riodinidae. Inga underarter finns listade i Catalogue of Life.